# Afrobeata latithorax
Afrobeata latithorax är en spindelart som beskrevs av Lodovico di Caporiacco 1941. 
Afrobeata latithorax ingår i släktet Afrobeata och familjen hoppspindlar. Inga underarter finns listade i Catalogue of Life.